# Calle 25 de Enero
La calle 25 de Enero es una calle y comunidad victoriana histórica situada en el barrio Segundo de la ciudad de Ponce, Puerto Rico, que fue construida para albergar a los bomberos voluntarios de Ponce y sus familias en agradecimiento por su labor durante el histórico incendio que tuvo lugar en la ciudad el 25 de enero de 1899.
Esta pintoresca calle es notable por sus 39 casas de rayas rojas y negras, el mismo esquema de colores utilizado por los bomberos locales y reflejado en el Parque de Bombas. La calle debe su nombre de un incendio histórico que tuvo lugar en la ciudad ese día en 1899. A partir de 1906, entretanto, el Cuerpo de Bomberos de Ponce sorteó un predio de terreno y una casa de madera entre los bomberos que perdieron sus hogares y para las familias que perdieron miembros que también fueron bomberos, los cuales serían propietarios de estas nuevas residencias. Los sorteos continuaron hasta mediados del siglo xx. Los descendientes de estos bomberos y sus familias continúan poseyendo y ocupando las 39 casitas de la calle 25 de Enero hasta hoy en día.

## Historia
Como resultado de los devastadores incendios que regularmente han arrasado la ciudad, los bomberos son un grupo particularmente venerado en Ponce, pero el incendio del 25 de enero de 1899, conocido como El Polvorín, es el más famoso. Comenzó en un depósito de municiones militar, ubicado a sólo tres cuadras de la ahora también histórica estación de bomberos conocida como Parque de Bombas, pero a los bomberos se les dijo que no apagaran el incendio. No se sabe realmente el motivo de la orden, pero lo que sí es cierto es que varios bomberos decidieron desobedecer las órdenes, extinguiendo el fuego y salvando el pueblo. Aunque inicialmente estuvieron en peligro de ser castigados por insubordinación, el pueblo de Ponce los consideró héroes y hubo una enorme protesta pública cuando fueron encarcelados por desobediencia. Finalmente, el gobierno militar estadounidense en Ponce reconsideró su decisión, liberó a los hombres y la ciudad los honró en una celebración pública.
Durante años, la ciudad quiso hacer algo más que simplemente reconocer y honrar la sabiduría y el coraje de los bomberos; así que siete años más tarde, y a partir del 30 de mayo de 1906, la ciudad creó un sistema mediante el cual estos bomberos y sus familias recibirían alojamiento gratuito. Los bomberos de la ciudad siempre habían sido voluntarios y el gobierno municipal decidió reconocer su valentía e importancia seleccionando cada año a un bombero para recibir una nueva vivienda. Estas casas fueron construidas por el gobierno y el nombre oficial de la calle donde fueron construidas finalmente se cambió a calle 25 de Enero en honor a aquellos bomberos que salvaron la ciudad en 1899. Las casas, que hoy suman unas 60, son fácilmente identificables. Están pintadas con los colores rojo y negro distintivos de Ponce.

### En la actualidad
Las casas, la calle y sus alrededores fueron restaurados en 1991 bajo el gobierno del alcalde Rafael Cordero Santiago como parte de los esfuerzos de la ciudad por «rescatar» su historia.
A principios del siglo xx, en el lugar del incendio de El Polvorín se construyó lo que se convirtió en la escuela secundaria de Ponce (Ponce High School). La escuela, que todavía funciona hoy, es un complejo de siete edificios y está inscrita en el Registro Nacional de Lugares Históricos.
Ponce es el único pueblo de Puerto Rico que ha declarado oficialmente a un grupo de ciudadanos como «héroes». La fecha del 25 de enero es, después de la fecha de fundación de la ciudad (1692), la segunda fecha más importante en el municipio de Ponce. Los siete héroes fueron: Rafael Rivera Esbri, quien luego sería alcalde del municipio, Juan Romero, Rafael del Valle y Valle, Cayetano Casals, Pedro Sabater, Gregorio Rivera, Pedro Ruiz y Tomás Rivera. La proclamación de los héroes se realizó mediante acción legislativa y fue expuesta en el museo Parque de Bombas. Lamentablemente la proclamación desapareció del museo mientras era restaurado durante los años 1969 a 1972.
En agradecimiento por su labor, cada 25 de enero el municipio de Ponce coloca una corona de flores y realiza otras actividades para conmemorar la valiente labor de estos héroes durante el fatídico incendio de El Polvorín. La ciudad también cuenta con un obelisco de mármol que ocupa un lugar destacado en su plaza principal, la plaza Federico Degetau, para honrar la memoria de los héroes de El Polvorín. El obelisco fue erigido por una junta municipal formada por Jaime L. Drew, Antonio Arias y Antonio Mirabal. Fue construido en 1958, reemplazando así el obelisco original construido poco después del incendio del 25 de enero de 1899, que fue destruido por el terremoto de Puerto Rico de 1918. Los bomberos de Ponce tienen otro monumento en el Cementerio Civil de Ponce: el Monumento a los Héroes de El Polvorín, donde están enterrados los restos de los siete héroes. Los bomberos de Ponce desde aquellos primeros siete héroes han sido elegibles para ser enterrados en esta tumba-monumento, y muchos han sido enterrados allí.

## En la cultura popular
Sobre esta calle se realizó una composición del director de la Banda Municipal de Ponce, Rubén Colón Tarrats.